# 莫斯科多莫杰多沃机场
多莫傑多沃國際機場（羅馬化：Mezhnarodnyy aeroport "Domodedovo"），正式名稱為罗蒙诺索夫多莫傑多沃国际机场，是一坐位於俄羅斯莫斯科的民用國際機場。本機場是俄羅斯最大的機場，也是S7航空公司及VIM航空的樞杻港。在三個莫斯科機場中，多莫傑多沃機場為最重要的機場，其餘兩個機場為謝列梅捷沃國際機場和伏努科沃國際機場。
在2003年，擴展機場跑道的計劃，以使廣體飛機可以使用這機場。跑道、滑行道和停機坪都被擴大加強。在2009年3月，機場批准了一個允許空中巴士A380在該機場停靠的計劃。批准標誌著機場的等級提升至ICAO類別F。
在2011年1月24日，機場發生了2011年多莫傑多沃國際機場炸彈襲擊事件，之後，機場都明顯地加強保安。
2025年6月17日，经莫斯科仲裁法院判决多莫杰多沃机场被俄罗斯政府没收。

## 歷史
1962年，多莫傑多沃國際機場啟用，提供一個往斯維爾德洛夫斯克（現葉卡捷琳堡）飛行的航班，機型使用圖波列夫 圖-104型飛機。并帶動了蘇聯的國內長途航線的成長。在1965年5月，官方宣布機場啟用。在18個月後，與第一條跑道平行的第二條跑道正式啟用。在1975年12月26日，由此機場前往阿拉木圖的航班啟航，此航線利用圖波列夫 圖-144型飛機。
在1996年後，多莫傑多沃國際機場由東線集團管理，期限為75年，但是跑道的操控權還在州政府手中。東線集團對機場進行了重建，包括調動海關部門，給予乘客更大的方便。另外，因為謝列梅捷沃國際機場發生諸多問題，英國航空、以色列航空、瑞士國際航空、日本航空和奧地利航空等航空公司都把航班轉到這機場，後來聯酋航空、布魯塞爾航空、泰國國際航空、新加坡航空、卡塔爾航空、皇家約旦航空和德國漢莎航空也加入其行列。同時，俄羅斯航空也把貨運航班轉到此機場。因此該機場成為全俄羅斯最大的機場。
2003年，空中交通管制塔重建，機場可以每小時最高處理70班出發和抵達航班。現時機場有五個商務出發貴賓室，由不同航空公司擁有。俄羅斯最大的航空公司之一的俄羅斯全祿航空和另一間較小型的航空公司S7航空作此為樞紐機場。
東線集團的目標是令機場在未來可以穩定地營運，以及建立一個主要的國際和多式運輸樞紐。在2004年的前三個季度，國際乘客比起上年增加了52.8%。國內乘客和貨運量也顯著上升。比起其餘兩座莫斯科機場，該機場的好處是較接近莫斯科市中心，因而有良好的運輸網絡。
2011年1月24日，機場發生了炸彈襲擊事件，事件發生在行李領取處，造成35人死亡和150人多人受傷。
2025年6月17日，莫斯科州仲裁法院完全支持了总检察长办公室提出的将多莫杰多沃机场所属DME控股有限责任公司所有资产转让给国家的诉求，并表示该决定应立即执行。与此同时，该机场自2月起已有效移交给俄罗斯航空运输协会（Rosaviatsia）管理。
俄罗斯总检察院于2025年1月在其进行调查后，提出将DME控股公司资产转为国有的申请。其材料显示，多莫杰多沃机场的所有者集团已被其受益人瓦列里·科根（Valery Kogan）和德米特里·卡门什奇克（Dmitry Kamenshchik）及其离岸机构非法控制。总检察院还声称，在2021年至2023年期间，他们以偿还贷款为由，从俄罗斯提取了180亿卢布的机场利润。

## 未來發展
東線集團將擴展客運大樓至22.5萬平方米，并宣布投資3億美元去在未來兩年建造和升級客運大樓。例如佔地97,600平方米的第一客運大樓（T1）會擴展至124,600平方米，第二客運大樓（T2，將來會負責處理國際航線）將會有更多空間去設置辦理登機手續櫃位和出發閘口。
在第二客運大樓的第一階段工程會在2006年尾完工，到時便可每年處理700萬位乘客。接下來會將會再擴展至225,000平方米。
2012年，新的國內客運大樓（第三客運大樓）完工，機場可以每年處理2400萬至2800萬位乘客。當第四客運大樓完工，那時機場便可以每年處理約3000萬至3500萬位乘客。所有的客運大樓會連接起來，以便可以提高效率。

## 地理位置与周边交通

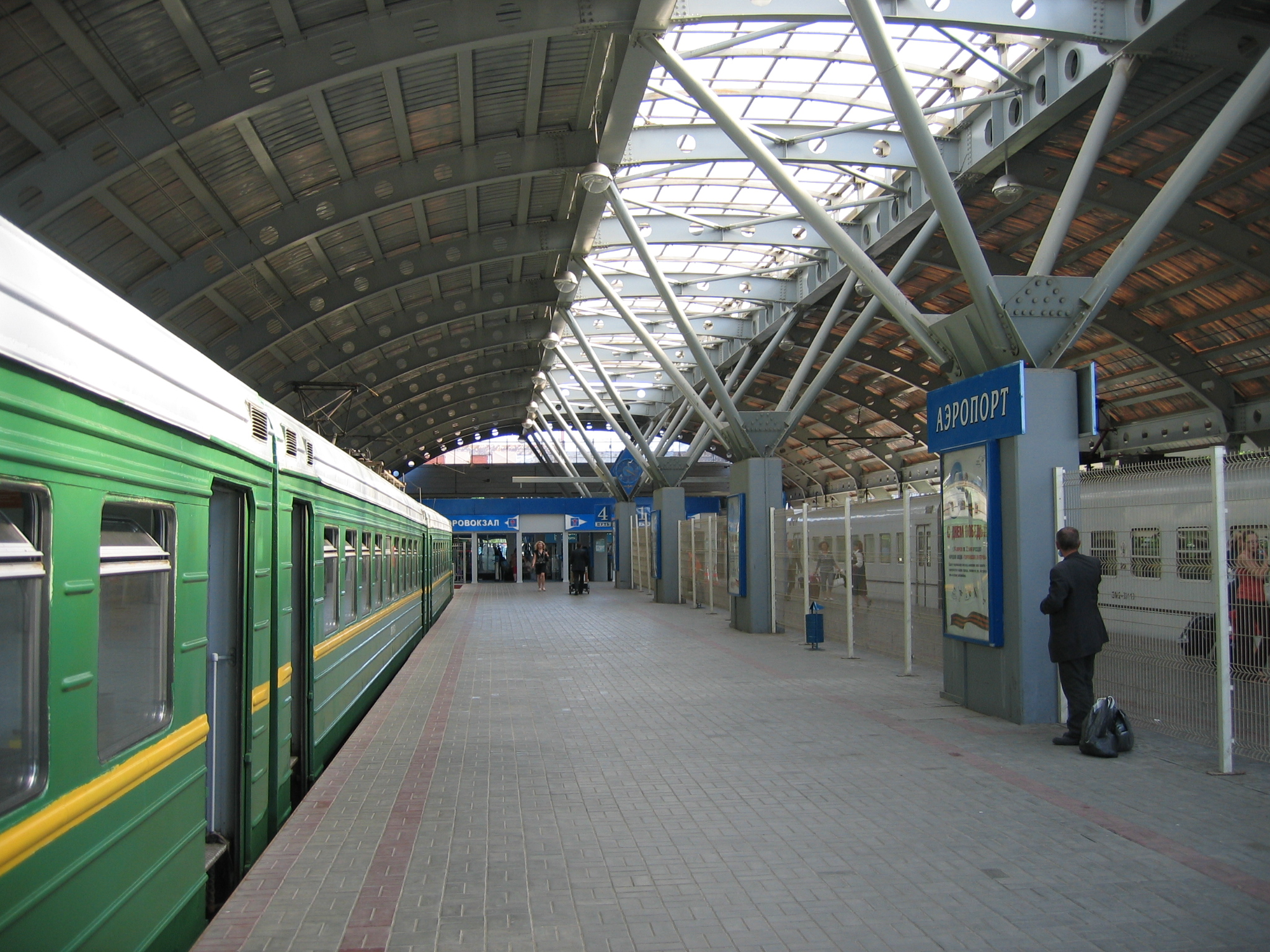
機場的鐵路站

机场離莫斯科市中心西南方约40公里，有快速公路及鐵路连通莫斯科市及机场。

### 鐵路運輸和客車運輸
在莫斯科市中心的帕韋列茨站（Павелецкий вокзал）有電氣化的列車往返機場，每一小時開出一班，高峰時30分鐘一班，票價500盧布（約人民幣54元／港幣68元），行車時間約45分钟，有分為直達列車和非直達兩種，非直通車依停靠站數不同，因此行車時間會有不同。此外，還有一個常規的客車服務，來往與機場和城市南面莫斯科地鐵的多莫傑多沃站之間。

### 道路
在多莫傑多沃國際機場內，提供了租車服務。這裡有數間租車公司，而租車者需要一些必須的文件，以及建議去了解這些租車公司去得到更多資訊。

## 机场设施
目前为止有一座主航站楼，一侧与火车站相连。多莫傑多沃國際機場是目前为止莫斯科最现代化的国际机场，但其规模仍然有限。

### 客運大樓
現時多莫傑多沃國際機場有一座客運大樓，當中有兩座建築物，分別負責處理國內和國際航班，機場共有22座空橋。

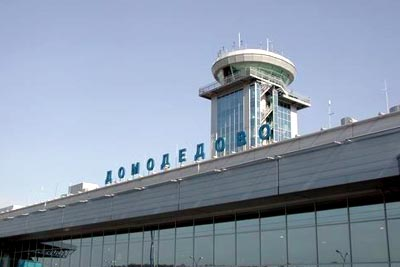
機場的空中交通管制塔

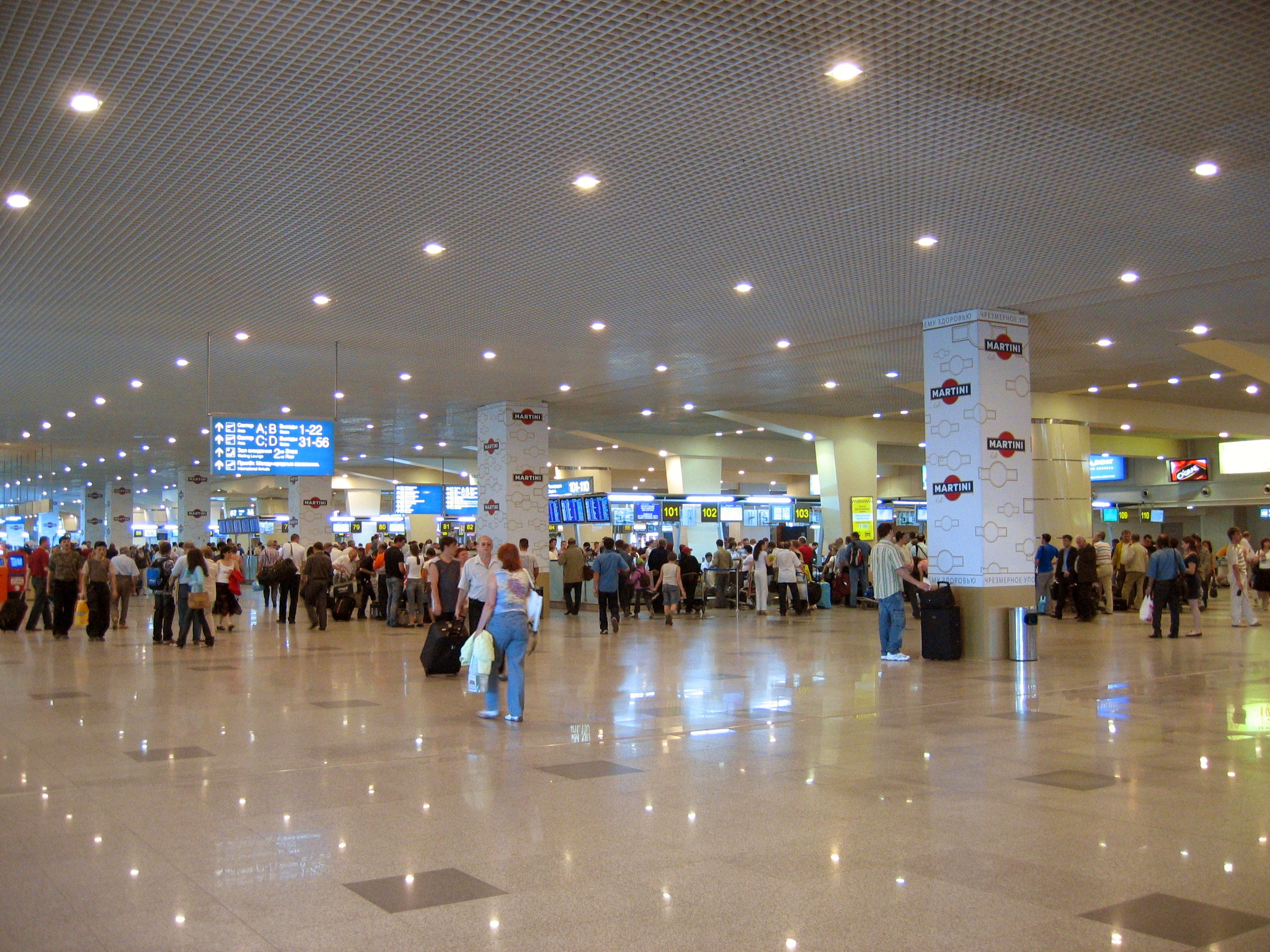
機場客運大樓

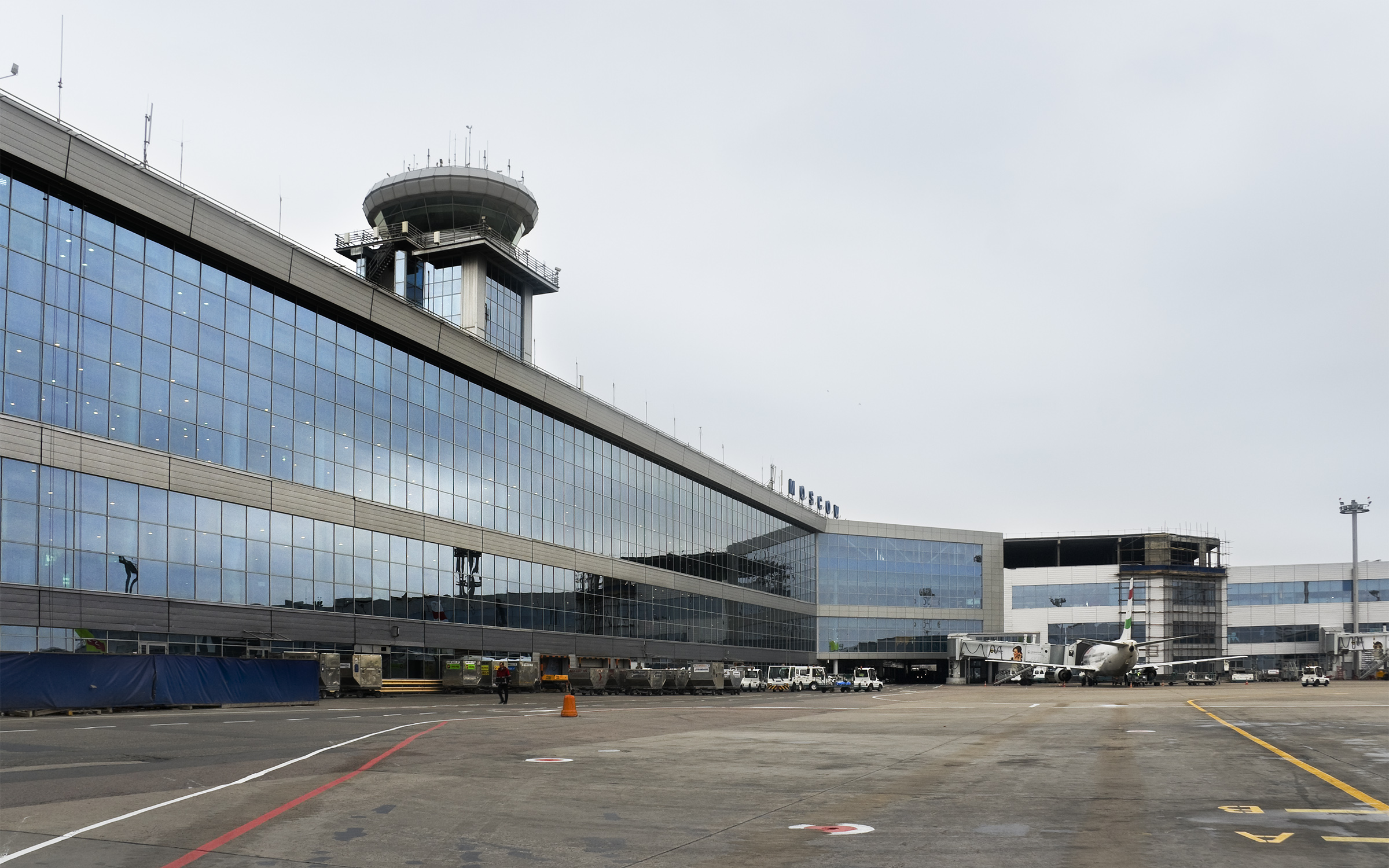
機場國際客運大樓

## 航空公司及航點

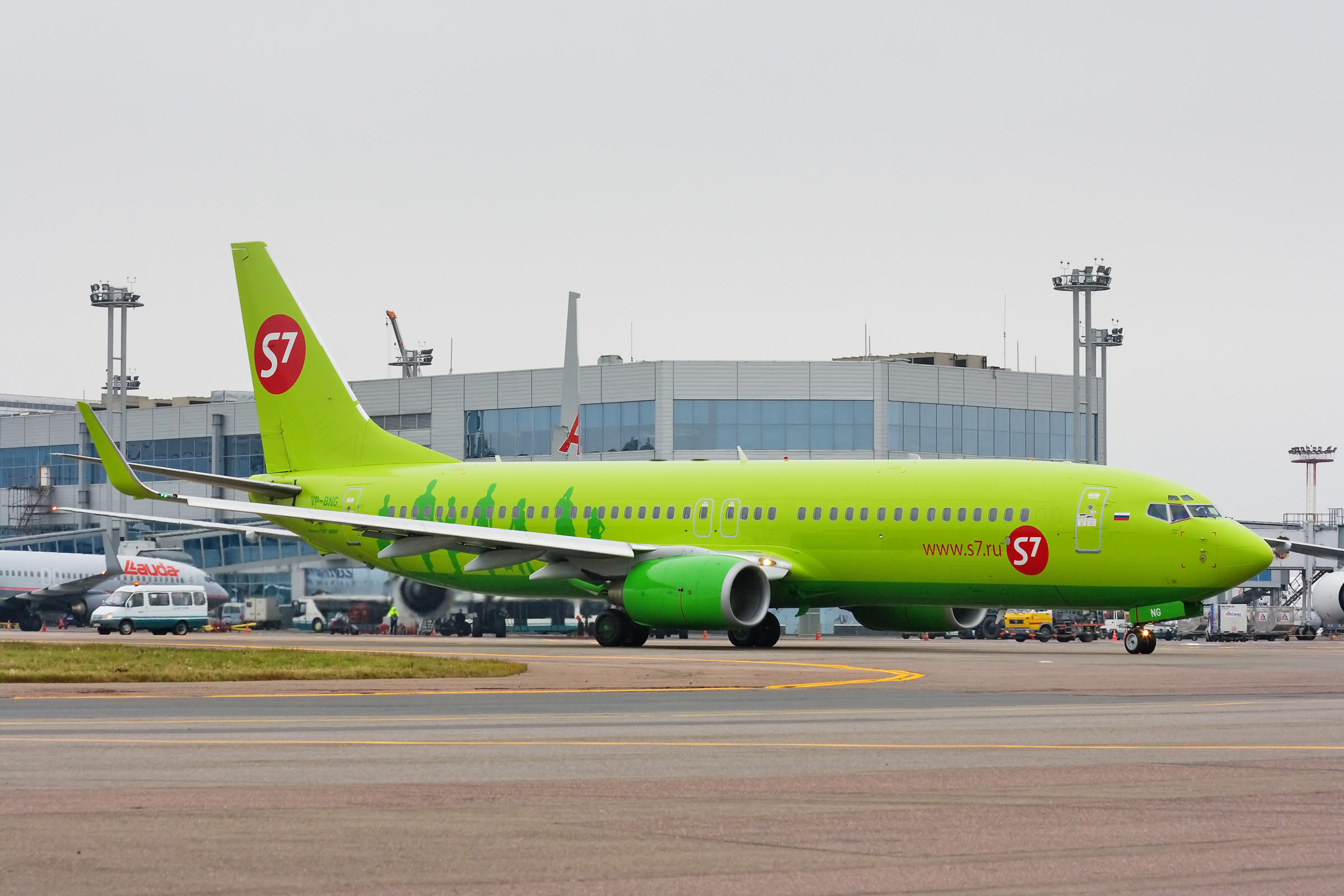
S7航空的波音737-800型客機在多莫傑多沃國際機場滑行

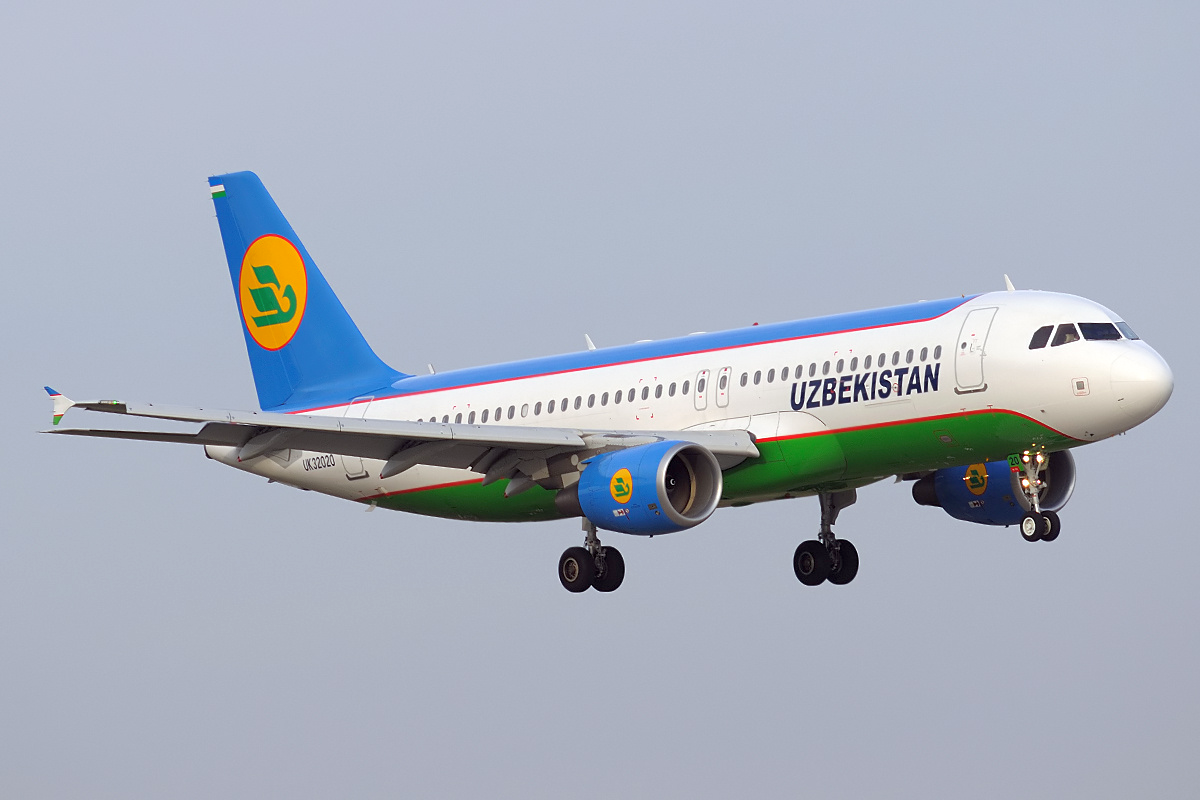
烏茲別克斯坦航空的空中巴士A320-200型客機正在降落於莫斯科多莫傑多沃機場

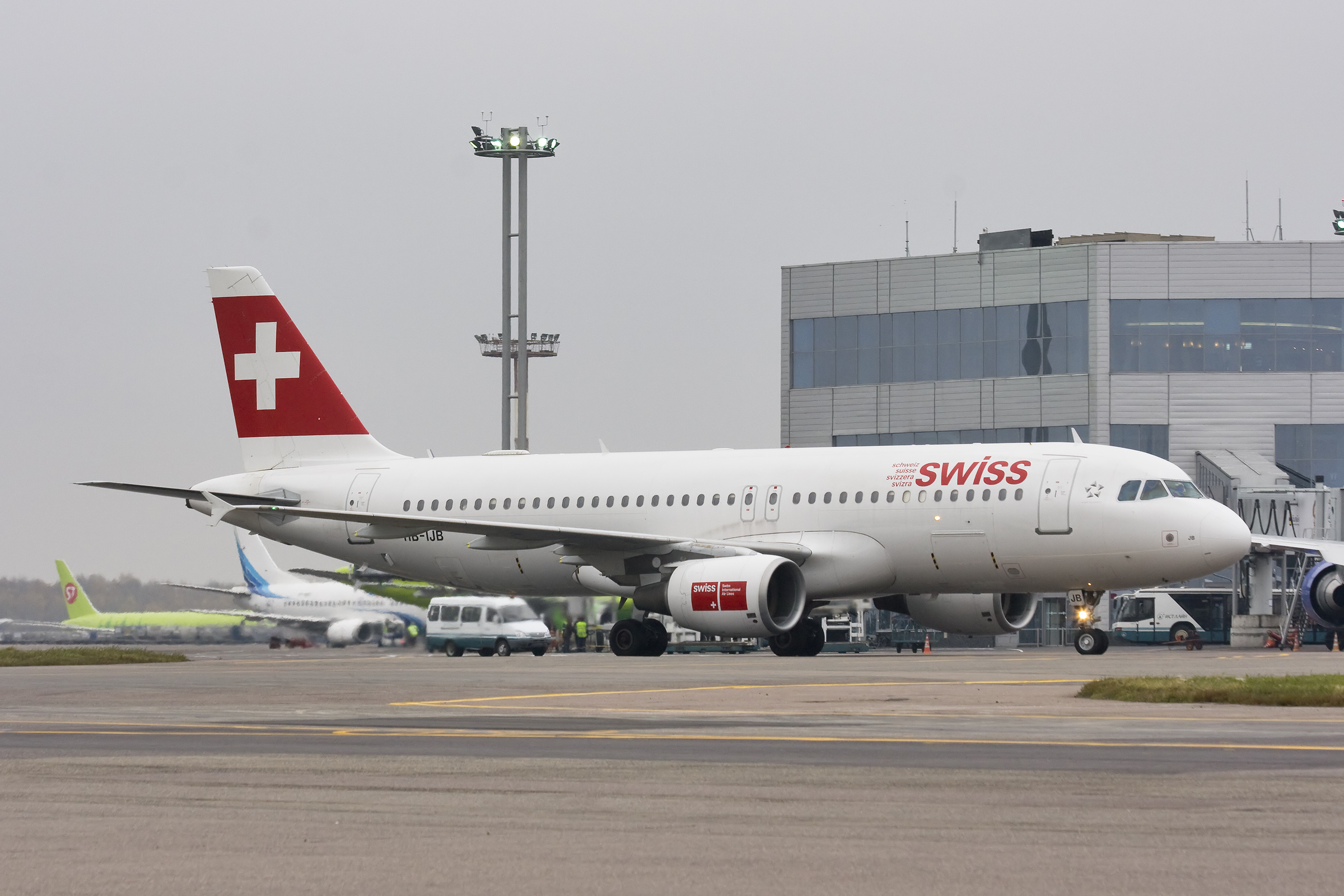
瑞士國際航空的空中巴士A320-200型客機在多莫傑多沃國際機場滑行

英國航空的波音767客機停泊在多莫傑多沃國際機場

| 航空公司                        | 目的地 | 客運大樓 |
| ------------------------------- | --- | -------- |
| 西伯利亚航空                    | 阿什哈巴德、巴庫、北京-大興、基希涅夫、費爾干納、苦盞、庫洛布、拉納卡、奧什、厄斯克門、巴甫洛達爾、帕福斯、第比利斯、烏爾根奇、維羅納自由鎮、葉里溫 季節性：巴統、塞米伊、塔拉茲 | A        |
| 西伯利亚航空                    | 阿巴坎、阿納帕、阿斯特拉罕、巴爾瑙爾、布拉茨克、車里雅賓斯克、赤塔、戈爾諾-阿爾泰斯克、伊爾庫茨克、加里寧格勒、喀山、克麥羅沃、克拉斯諾達爾、克拉斯諾亞爾斯克-葉梅利亞諾夫、礦水城、下卡姆斯克、下瓦爾托夫斯克、下諾夫哥羅德、諾里爾斯克、新庫茲涅茨克、新西伯利亞、新烏連戈伊、鄂木斯克、彼爾姆、頓河畔羅斯托夫、薩列哈爾德、薩馬拉、辛菲羅波爾、索契、聖彼得堡、斯塔夫羅波爾、托木斯克、秋明、烏法、烏蘭烏德、弗拉季高加索、伏爾加格勒、沃羅涅日、雅庫茨克、葉卡捷琳堡 季節性：納德姆 | B        |
| 俄羅斯航空 由俄羅斯國家航空營運 | 聖彼得堡 | B        |
| 阿爾羅莎米爾內航空              | 米爾內、新西伯利亞、利亞爾內 季節性：格連吉克 | B        |
| 藍色航空                        | 季節性包機：亞喀巴、曼谷-蘇凡納布、科倫坡、果阿邦、杜拜-世界中心、胡志明市、金蘭、布吉、卡纳角 | A        |
| Komiaviatrans                   | 薩拉托夫、瑟克特夫卡爾、烏赫塔 季節性：烏辛斯克 | B        |
| 伊熱夫斯克航空                  | 伊熱夫斯克 | B        |
| 北俄羅斯航空                    | 阿爾漢格爾斯克、瑟克特夫卡爾、烏辛斯克 季節性：莫曼斯克 | B        |
| 北星航空                        | 克拉斯諾達爾、克拉斯諾亞爾斯克-葉梅利亞諾夫、馬哈奇卡拉、礦水城、諾里爾斯克、頓河畔羅斯托夫、索契、石家莊 | B        |
| 俄線航空                        | 阿克托比 | A        |
| 俄線航空                        | 別爾哥羅德、埃利斯塔、伊萬諾沃、伊熱夫斯克、基洛夫、利佩茨克、奔薩、烏里揚諾夫斯克、沃爾庫塔、沃羅涅日、約什卡爾奧拉 | B        |
| 萨拉托夫航空                    | 奥尔斯克、薩拉托夫 | B        |
| 烏拉爾航空                      | 比什凱克、杜拜、艾拉特/奧華特、久姆里、庫洛布、庫塔伊西、連科蘭、努庫斯、奧什、蓋貝萊、拉斯海瑪、撒馬爾罕、茲瓦爾特諾茨 季節性：巴統、杜拜-阿勒馬克圖姆 | A        |
| 烏拉爾航空                      | 巴爾瑙爾、車里雅賓斯克、赤塔、伊爾庫茨克、加里寧格勒、礦水城、新西伯利亞、鄂木斯克、頓河畔羅斯托夫、烏蘭烏德、葉卡捷琳堡 季節性：阿納帕、格連吉克 | B        |
| UVT航空                         | 布古利馬 | B        |
| 维姆航空                        | 海口、安集延、費爾干納、占賈、納曼干、奧什、卡爾希、庫爾干秋別、撒馬爾罕、泰爾梅茲、葉里溫 | A        |
| 维姆航空                        | 海蘭泡、布拉茨克、伯力、青年城、克拉斯諾達爾、馬加丹、馬哈奇卡拉、新西伯利亞、佩韋克、辛菲羅波爾、索契、斯塔夫羅波爾、海參崴 | B        |
| 普斯科夫航空                    | 普斯科夫 | B        |
| 紅翼航空                        | 格羅茲尼、伊萬諾沃、馬哈奇卡拉、礦水城、新烏連戈伊、頓河畔羅斯托夫、薩拉托夫、辛菲羅波爾、索契、烏里揚諾夫斯克 季節性：加里寧格勒 | B        |
| 亞馬爾航空                      | 別洛亞爾斯克、漢特-曼西斯克、葉梅利亞諾夫、納德姆、新烏連戈伊、諾亞布爾斯克、薩列哈爾德、蘇維埃茨基、秋明 | B        |
| 謝韋爾航空                      | 切列波韋茨、基洛夫斯克/阿帕季特 | B        |
| 白俄羅斯航空                    | 明斯克 | B        |
| 飛馬航空                        | 伊斯坦堡-薩比哈 | A        |
| 埃及航空                        | 開羅 | A        |
| 突尼斯尼韋爾航空                | 突尼斯 | A        |
| 皇家約旦航空                    | 安曼-阿勒婭王后 | A        |
| 海灣航空                        | 巴林 | A        |
| 卡塔爾航空                      | 多哈 | A        |
| 聯酋航空                        | 杜拜 | A        |
| 阿提哈德航空                    | 阿布扎比 | A        |
| 阿拉伯航空                      | 沙迦 | A        |
| 塔班航空                        | 德黑蘭-伊瑪目霍梅尼 | A        |
| 阿塞拜疆航空                    | 巴庫 | A        |
| 吉爾吉斯航空                    | 比什凱克 | A        |
| 瑪納斯航空                      | 比什凱克 | A        |
| 阿維亞交通公司                  | 比什凱克、奧什 | A        |
| SCAT航空                        | 阿克套、阿克托比、烏拉爾 (哈薩克)、奇姆肯特 | B        |
| 索蒙航空                        | 杜尚別、苦盞 | A        |
| 塔吉克航空                      | 杜尚別、苦盞、庫爾干秋別 | A        |
| 土庫曼斯坦航空                  | 阿什哈巴德 | A        |
| 烏茲別克斯坦航空                | 安集延、布哈拉、費爾干納、納曼干、納沃伊、努庫斯、卡爾希、撒馬爾罕、塔什干、泰爾梅茲、烏爾根奇 | A        |

## 航空管制
| 種類    | 周波数                   |
| ------- | ------------------------ |
| GND     | 119MHz                   |
| TWR     | 118.6MHz,119.7MHz        |
| APRON   | 130.6MHz                 |
| TRANSIT | 129.15MHz                |
| APP     | 120.6MHz,124.4MHz,129MHz |
| VOLMET  | 127.875                  |
| ATIS    | 128.3MHz                 |

## 航空保安無線設施
| 局名       | 種類 | 周波数   | 識別信号 |
| ---------- | ---- | -------- | -------- |
| DOMODEDOVO | NDB  | 437.0KHz | DW       |

## 事件和事故
- 2004年8月，两名车臣女自杀炸弹袭击者炸毀兩架分別从莫斯科飞往伏尔加格勒和索契的航班，造成90名乘客死亡，多人受傷[8]。
- 2010年3月22日，一架飛自埃及赫尔格达的客機试图降落在多莫杰多沃机场時在森林中發生坠毁。没有人死亡，但是四名机组人员重伤[9]。
- 2010年12月4日，达吉斯坦航空公司372次航班在多莫杰多沃機場緊急降落時造成2人死亡，56人受傷[10]。
- 2010年12月25日，莫斯科及附近地區的凍雨造成两條电源給多莫杰多沃机场供電的電線短路，致使机场和高速铁路完全癱瘓。數百名乘客滯留在機場內。[11]
- 2011年1月24日机场发生爆炸，造成至少35人遇难，180人受伤。初步被怀疑是一起自杀式炸弹袭击[12]。